# Son tus sueños
Son tus sueños es el segundo álbum de la banda costarricense Esimple, lanzado en 2005. La banda decide grabar temas viejos de su primera etapa (dichas canciones fueron compuestas aún antes de las incorporadas en Es fácil, es sencillo) como muestra de cariño hacia sus seguidores por el apoyo dado durante sus primeros años. Como dato curioso fueron regalando una canción por semana por medio de su página oficial en Internet antes de hacer un tiraje físico. El disco fue nominado a los premios ACAM.
Luego del lanzamiento de este material, Diego Rojas decidió separarse de la banda para ingresar a The Movement In Codes (banda del productor Marcos Monnerat) siendo así punto de partida para lo que sería la nueva etapa de Esimple en el siguiente disco.

## Lista de canciones
| N.º | Título            | Escritor(es)                          | Duración |  |
| 1.  | «Son tus sueños»  | Daniel González.                      | 4:42     |  |
| 2.  | «Cosecha»         | Isacc Moraga y Harold «Chol» Nichols. | 2:54     |  |
| 3.  | «Semana Santa»    | Isacc Moraga.                         | 2:12     |  |
| 4.  | «Me haces falta»  | Isacc Moraga.                         | 3:40     |  |
| 5.  | «Down by law»     | Isacc Moraga.                         | 2:57     |  |
| 6.  | «Fidelidad»       | Daniel González.                      | 2:59     |  |
| 7.  | «Mi corazón arde» | Daniel González.                      | 3:11     |  |
| 8.  | «Amigos»          | Isacc Moraga y Daniel González        | 3:04     |  |

## Miembros
- Isacc Moraga: voz y guitarras
- Abidán Moraga: bajo, coros y voz principal en Semana Santa
- Daniel González: guitarras y coros
- Diego Rojas: batería

Invitados especiales
- Marcos Monnerat: guitarras adicionales
- José Sheridan: coros.

## Producción
- Productor: Esimple.
- Grabación: Marcos Monnerat en el estudio La Alternativa.
- Mezcla: Marcos Monnerat en La Alternativa.
- Masterización: Abidan Moraga en el estudio La Casa de Doña Reyes.
- Arte y diseño: Fo Leon.
- Fotografías: Efraín Valerio.

- Datos: Q6132092